# Klimov M-105
Klimov M-105 (později Klimov VK-105) byl pístový letecký motor z konstrukční vývojové kanceláře, kterou vedl inženýr Vladimir Jakovlevič Klimov. Ten při konstrukci motoru využil svých zkušeností ze zavádění licenční výroby motoru Hispano-Suiza 12Y (v sovětském Rusku vyráběném jako typ M-100) a z vývoje jeho zdokonalené výkonnější verze, M-103. Nový motor sice vycházel z licenčního typu Hispano-Suiza, ale měl celou řadu zdokonalení (mj. nový tříventilový rozvod a dvourychlostní převod kompresoru), kterým typ vlastní cestou přivedl k výkonům na úrovni posledních motorů HS-12Y-51 (o výkonu 1100 k) a prvních prototypů motoru Hispano-Suiza HS-12Z (89ter).
První sériově vyráběné verze dosahovaly vzletového výkonu 1 100 k (809 kW). Motory M-105P či M-105PA („pušečnyj“ — kanónový, umožnil montáž kanónu mezi bloky válce motoru, zbraň střílela dutým hřídelem vrtule) poháněly stíhací letouny Jak-1, Jak-7, LaGG-1 a LaGG-3. Vývoj motoru ovšem pokračoval i během druhé světové války, byť byl do značné míry limitován snahou co nejvíce využít stávající výrobní přípravky, speciální nástroje aj.; konstruktéři tak byli nuceni jít cestou menších „evolučních“ změn, aby nedošlo k dočasnému přerušení či omezení výroby. Snahy byly (vcelku zákonitě, vývoj šel obdobnými cestami na celém světě) zaměřeny jednak na snížení pracnosti výroby a materiálové náročnosti, tedy na zvýšení produktivity práce a snížení výrobní ceny, jednak na udržení a další zvýšení spolehlivosti motoru, a nakonec na „snadno dosažitelné“ (tedy bez rozsáhlých změn konstrukce, které by si vyžádaly výraznější změny na výrobních linkách) zvýšení výkonu motoru. Tím ovšem nebyl vývoj zastaven zcela, vznikla řada prototypů, ovšem větší změny se promítly spíše do konstrukcí navazujících, kupř. na prototypech do výroby nezavedeného motoru M-106, či až na sklonku války do série zavedených motorů VK-107.

## Verze
- M-105P
- M-105PA
- M-105PF (VK-105PF)
- M-105PF-2 (VK-105PF-2)

## Základní technická data motoru Klimov M-105P
- Typ: pístový letecký motor, čtyřdobý zážehový kapalinou chlazený přeplňovaný vidlicový dvanáctiválec (bloky válců svírají úhel 60 stupňů), vybavený reduktorem

- Vrtání válce: 148 mm
- Zdvih pístu: 170 mm
- Zdvihový objem motoru: 35,095 litru
- Kompresní poměr: 7,10
- Rozvod: OHC, tříventilový (dva sací a jeden výfukový ventil, výfukové ventily jsou chlazeny sodíkem)
- Převod reduktoru: 1,50
- Kompresor: odstředivý, jednostupňový dvourychlostní, poháněný převodem od klikového hřídele
- Převody kompresoru 1÷7,85 (1. převod) a 1÷10 (2. převod)
- Zapalování: zdvojené, magnetové
- Mazání motoru se suchou klikovou skříní
- Palivo: etylizovaný letecký benzín s oktanovým číslem 95

M-105P
- Výkony:
- vzletový 1100 k (809 kW) při 2600 ot/min. a plnicím tlaku 950 mm Hg (1266 hPa)
- bojový 1100 k (809 kW) v nominální výšce 2000 m, při 2700 ot/min. a plnicím tlaku 910 mm Hg (1213 hPa), 1. převod kompresoru
- bojový 1050 k (772 kW) v nominální výšce 4000 m, při 2700 ot/min. a plnicím tlaku 910 mm Hg (1213 hPa), 2. převod kompresoru
- Hmotnost suchého motoru (bez provozních náplní): 575 kg

VK-105PF (uvedeny pouze odlišnosti od M-105P, ostatní údaje jsou shodné)
- Výkony:
- vzletový 1210 k (890 kW) při 2600 ot/min. a plnicím tlaku 1050 mm Hg (1400 hPa)
- bojový 1260 k (927 kW) v nominální výšce 800 m, při 2700 ot/min. a plnicím tlaku 1050 mm Hg (1400 hPa), 1. převod kompresoru
- bojový 1180 k (868 kW) v nominální výšce 2700 m, při 2700 ot/min. a plnicím tlaku 1050 mm Hg (1400 hPa), 2. převod kompresoru
- Hmotnost suchého motoru (bez provozních náplní): 614 kg